# 真言宗

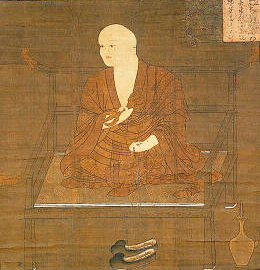
空海

真言宗（しんごんしゅう）は、空海（弘法大師）によって9世紀（平安時代）初頭に開かれた大乗仏教の宗派で日本仏教のひとつ。空海が長安に渡り、青龍寺で恵果から学んだ中国密教（唐密）を基盤としている。
空海は著作『秘密曼荼羅十住心論』『秘蔵宝鑰』で、当時に伝来していた仏教各派の教学に一応の評価を与えつつも密教を最上位に置き、十段階の思想体系の中に組み込んだ。最終的には顕教と比べて、密教（真言密教）の優位性、顕教の思想・経典も真言密教に包摂されることを説いた。
密教を日本で普及させたのは、真言宗の開祖・空海と天台宗の開祖・最澄とされる。それぞれの密教は、真言宗の密教を東密（空海が東寺を根本道場としたことから）、天台宗の密教を台密と称して区別される。

## 歴史

### 立教開宗
平安時代初期の大同元年（806年）、空海が中国（唐）より帰朝。その後空海は、弘仁7年（816年）に高野山金剛峯寺を修禅の道場として開創。弘仁14年（823年）には、嵯峨天皇より勅賜された教王護国寺を真言宗の根本道場として宗団を確立した。同年、東寺に対して「真言宗の定額僧五十口を置き、他宗の僧の雑住を禁じる」旨の官符を賜った。また、淳和天皇に「真言宗所学経律論目録」を作り、献上した。

### 空海入定後
空海は入定に際し、住持していた寺院を弟子に付嘱した。
教王護国寺は実慧、金剛峯寺は真然、神護寺は真済、安祥寺を恵運、寛平法皇（宇多天皇）が開基した仁和寺、醍醐寺は聖宝、円成寺は益信などがあり、これらの寺院に年分度者（国家公認の僧侶の養成）を許可され、それぞれの寺院が独立した傾向を持っていった。後に、東寺長者が真言宗の最高権威者とする制度が確立する。

### 東寺と高野山（本末争い）
観賢が東寺長者・金剛峯寺座主を兼ね、教王護国寺東寺を本寺とし、金剛峯寺を末寺とする本末制度を確立。金剛峯寺は本末争いに負け、一時的ではあるが、東寺長者が真言宗を統括することになった。
高野山は落雷により伽藍・諸堂を焼失したり、国司による押妨などにより衰微し、無人の状態になるまでに至った。この状態が平安時代中期まで続くが、藤原道長が高野山に登山（山上の寺社に参詣すること）したことにより復興が進み、皇族・摂関家・公家が高野山への登山が続いた。
その後、皇族・摂関家・公家などによる経済的な支援もあり、高野山は財政においても安定していった。

### 覚鑁と新義派教学
宗団は、師資相承を重視するため、事相（真言密教を実践するための作法。修法の作法など）の違いにより分派していった。ただし、教学（教義）そのものは空海により大成されていたため、平安時代半ばまで宗内論争は殆どなかった。
11世紀末、覚鑁（興教大師）は、大伝法院を創建、教学の振興のために大伝法会の復興を行った。東寺の支配から高野山の独立を図り、東寺長者が金剛峯寺の座主を兼職する慣例を廃止し、金剛峯寺座主に任ぜられたが、金剛峯寺方（本寺方）の反発を受け失敗した。その後、座主を辞して根来山（和歌山県）に隠棲した。これより、金剛峯寺方（本寺方）と覚鑁の流れを汲む大伝法院方（院方）との間で長い派閥抗争が続いた。両派は、古義（古義真言宗）・新義（新義真言宗）に分かれていった。のちに両派は教義的にも、一密成仏や法身説法などについて違いが生じることとなる。
1290年（正応3年）には、頼瑜が大伝法院を根来山に移し、大日如来の加持法身説（新義）を唱えて、新義真言宗の教義の基礎を確立した。
徳川家康の保護を受け、1601年（慶長6年）に玄宥が、根来寺にあった智積院を京都・東山七条に再建した。のちに真言宗智山派の総本山となった。

### 古義派教学の振興
南北朝時代に東寺の僧、杲宝・賢宝（げんぼう）らが東寺不二門教学を大成させて、大日如来の本地加持説（古義）を説いた。高野山では「応永の大成」と称される古義派教学の発展があり、寳性院宥快が而二門（ににもん）の教学、無量壽院長覚が不二門の教学を振興させた。

### 江戸幕府による統制と戒律への関心
江戸時代に入ると、江戸幕府は仏教界に対して新たな宗教統制を講じ、1604年（慶長14年）に関東真言宗古義法度が出された。
1615年（元和元年）7月24日には、徳川家康が真言宗諸法度を真言宗諸本山・諸寺に対して出し、幕府の監視下に置かれることになった。同時に、幕府の宗教政策である寺壇制度が確立した。宗門改などを行うことで行政機関の役割を果たし、幕府の支配体制に完全に組み込まれた。
寺壇制度は諸本山・末寺にとっては財政的な安定を得たが、一部の諸本山・末寺に綱紀のゆるみも起きた。このことから、浄厳・慈雲らが戒律に関心をよせ、戒律の研鑽・研究による復興を行った。

### 廃仏棄釈の打撃と余波
明治維新以降、神仏分離が推進され、宮中での勅修法会が廃止となって、宮中行事における仏教色の排除が図られた。それに伴い廃仏棄釈も起り、真言宗の寺院は本山・末寺にかかわらず大きな打撃を受けた。真言宗に属している神宮寺が廃されて、神社に改められることもあった。僧籍を離脱して、神社の神職になったり、還俗する僧も現れた。政府は寺院の所有している土地の返納を要求して、強制的に返納または没収措置を取った。勅願所・門跡の称号も禁止され、財政基盤も失って多くの寺院関係が廃寺に追い込まれた。廃仏毀釈の機運に仏教各派も危機感を募らせ、各派が団結して仏教を宣揚して、邪論を廃すべく各宗同盟会を結成した。1869年（明治2年）東京の大徳院にて、各宗同盟会の大会が開催され、高野山明王院主の高岡増隆が推されて盟主となった。神葬祭が盛んであったため無住寺院が増え、そのことでも廃寺は続き、深刻な事態になっていった。

### 宗団の近代化

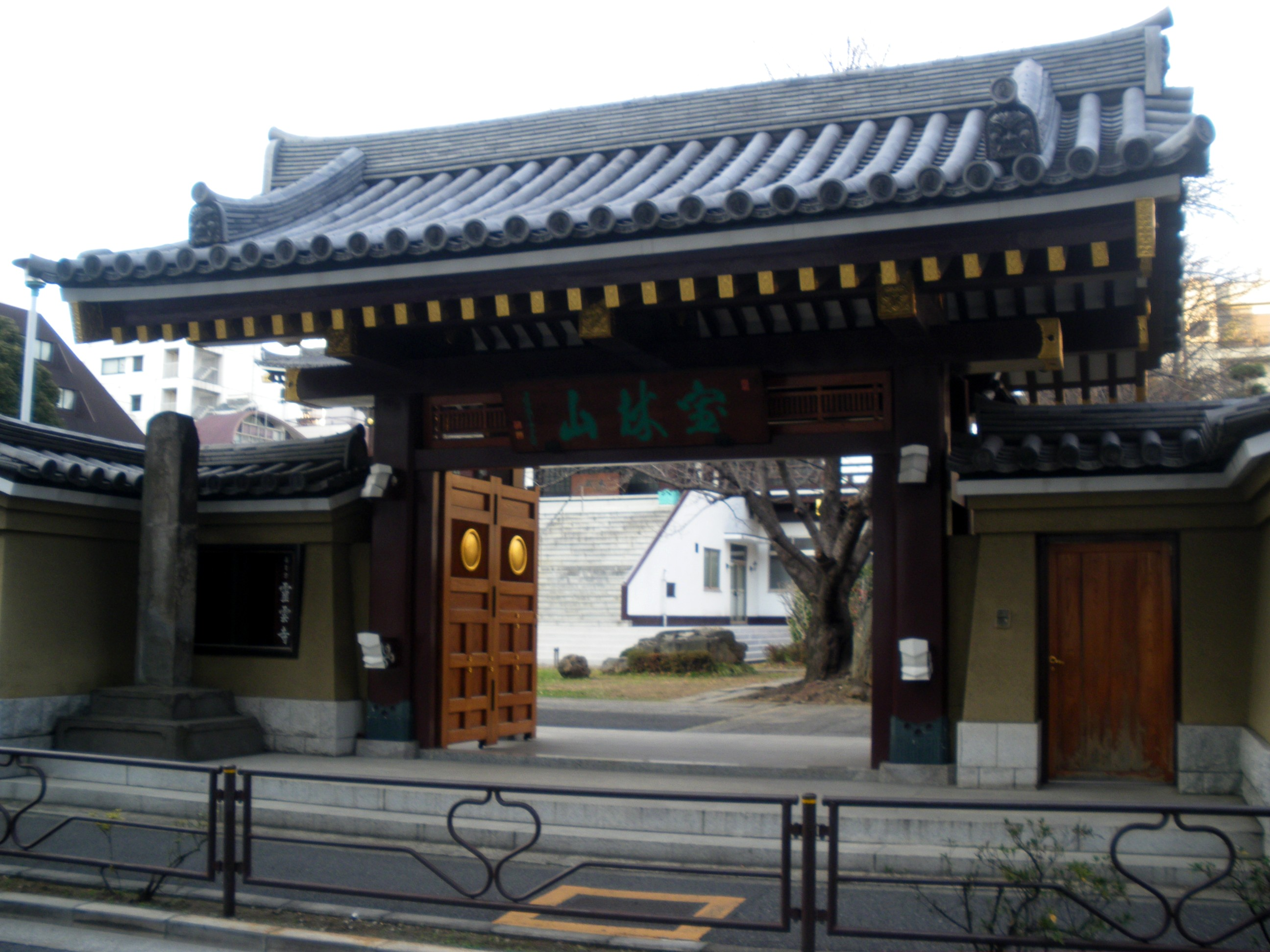
霊雲寺、山門（東京都文京区）

1872年（明治5年）、古義真言宗を統括すべく管長職が設置され、金剛峯寺住職の降魔研暢が命じられた。1873年（明治6年）3月29日、太政官達が下り、教王護国寺東寺と金剛峯寺の両寺が、古義真言宗の総本寺と定められた。
政府の宗教政策である一宗一管長制が、古義・新義真言宗各本山にも求められた。古義真言宗からは教王護国寺東寺と金剛峯寺が、新義真言宗からは智積院と長谷寺が各々交替で真言宗の管長に就任することになった。管長は全真言宗を統括し宗務に当たることとなり、真言宗にも一宗一管長制が導入されることとなった。
しかし、1878年（明治11年）、仁和寺・大覚寺・広隆寺・神護寺・西大寺・法隆寺・唐招提寺が古義真言宗から離脱し、仁和寺内に西部真言宗と称する宗派を立てて、独自の管長を置く。また、新義真言宗の智積院・長谷寺も離脱し、真言宗新義派と称して独自の管長を置き、古義真言宗の金剛峰寺・東寺は合併して、古義真言宗から真言宗と称して独自の管長を置いた。こうして、真言宗は一宗一管長制が瓦解して、西部真言宗・真言宗新義派・真言宗となり、3人の管長が存在する状態となった。このことは、政府の知るところとなり、内務省から、一宗一管長制を採るよう通達があった。これを受け、霊雲寺において、古義派・新義派で合同会議が行われた。結果、1879年（明治12年）に正式に合同が図られた。あわせて、教王護国寺東寺を総本山にして、長者の称号を復することになった。

### 画一宗派と分離独立派の抗争
1896年（明治29年）、醍醐寺が真言宗からの分離独立、金剛峯寺も同様の請願が、真言宗宗会に提出された。この請願は内務省で審議されたが、結局、不認可となった。
1899年（明治32年）10月、真言宗宗会にて、画一宗派（かくいつしゅうは。古義・新義真言宗各派が合同協力して、全真言宗を統括していく）と分離独立派（古義・新義真言宗の各本山には、歴史的経緯や事相（真言密教の修法・儀礼）の流派の違いなどから、各本山ごとで独自の宗派を立てて、宗団を維持していく）の二派による対立があり、紛糾した。

### 真言宗の解体と「古義八派・各派」の分離独立

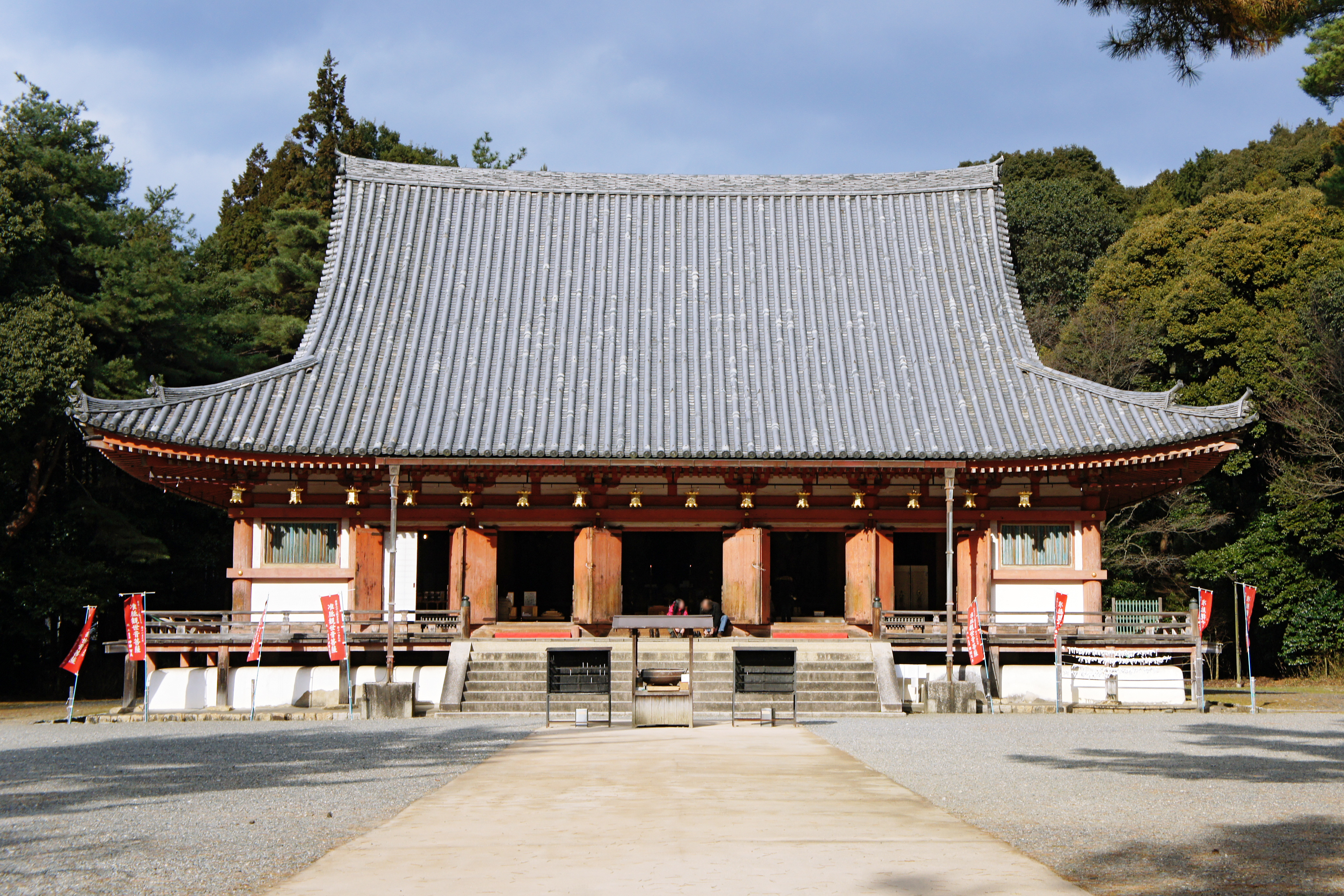
醍醐寺、金堂（京都府京都市）

1895年（明治28年）6月、真言律宗(西大寺)に対して独立が認可される。
1900年（明治33年）9月、真言宗高野派（金剛峯寺）・真言宗御室派（仁和寺）・真言宗大覚寺派（大覚寺）・真言宗醍醐派（醍醐寺）・新義真言宗智山派（智積院）・新義真言宗豊山派（長谷寺）・律宗に対して独立が認可された。
さらに、1907年（明治40年）、真言宗東寺派（東寺）・真言宗山階派（勧修寺）・真言宗泉涌寺派（泉涌寺）・真言宗小野派（随心院）が独立し、真言宗は解体された。
真言宗各派の独立により、東寺を真言宗の総本山とする制度が終焉する。
古義真言宗系宗派は、古義八派（真言宗高野派・真言宗御室派・真言宗大覚寺派・真言宗東寺派・真言宗山階派・真言宗泉涌寺派・真言宗醍醐派・真言宗小野派）となり、古義八派連合制度を組織した。
1925年（大正14年）、古義八派連合制度は解体され、宗派の自主独立制が採られた。
1926年（大正15年）、真言宗高野派・真言宗御室派・真言宗大覚寺派は、合同して古義真言宗を組織した。古義真言宗はほかの古義真言宗系宗派との間に真言宗各派協約を締結し、教師・住職の人材交流・相互協力を行った。

### 大真言宗（戦時下・戦後の宗団）
日中戦争下の1941年（昭和16年）3月、政府の宗教政策により古義真言宗・新義真言宗系の宗派が合同し、大真言宗が成立する。政府の主導によりこれまでの歴史的経緯や教義の違いを無視して無理やり合同させた。戦時中は、敵国降伏の祈祷が大真言宗の各本山・末寺において度々行われた。
戦後、大真言宗から独立していく古義真言宗・新義真言宗の宗派が相次いだ。新しい宗教法人制度が制定され、その動きは加速した。古義・新義の諸宗派から更に別れ、修験道・儒教・道教等と組み合わさって独自の教義を唱え、真言宗系新宗教と分類される宗教団体が幾つか成立した。真言宗醍醐派に属していた伊藤真乗は真如苑を開いた。これらの団体は、他の仏教系新宗教と異なり、真言宗との関係はおおむね良好である。

## 大師信仰
宗祖・空海（弘法大師）への敬慕が篤く、10世紀には高野山で空海の入定信仰が起こり、弘法大師信仰（大師信仰）を説いている。
弘法大師信仰の高まりのなかで、稚児大師、修行大師、入定大師、鯖大師、秘鍵大師、日輪大師などで信仰の対象になった。
宗祖・空海は、讃岐国屏風浦（現・香川県善通寺市）の出身で、仏教者であるとともに思想家、著述家、また「三筆」の1人に数えられる能書家として、後の日本文化に多大な影響を与えた人物である。彼は延暦23年（804年）、遣唐使船に同乗して唐に渡り、長安・青龍寺の恵果から密教の奥義を授かった。また、唐で多くの仏典、仏具、仏画などを得、日本へ請来した。
弘仁7年（816年）には高野山（和歌山県伊都郡高野町）の地を得て、ここに金剛峯寺を開創、弘仁14年（823年）には、平安京の官寺であった東寺を嵯峨天皇より下賜され、これら両寺を真言密教の根本道場とした。
835年（承和2年）3月21日に、62歳で高野山で入定した。空海が入定してから86年後の延喜21年（921年）に、弘法大師の諡号が醍醐天皇より贈られた。

## 真言八祖
密教がインドで起こり、中国を経て、空海（弘法大師）に伝えられ、日本で独立した宗派として真言宗を開くまでに、八祖を経て伝えられたとする伝承があり、真言八祖（しんごんはっそ）という。
付法（ふほう）の八祖と伝持（でんじ）の八祖の二つがあり、空海は著作『秘密曼荼羅教付法伝』『真言付法伝』で、真言密教の起源と付法の七祖・伝持の七祖（付法・伝持の八祖の内、弘法大師を除く七祖）の伝記や付法の系譜を記している。
真言宗のほとんどの寺院は、本堂などに真言八祖（（伝持の八祖）・絵像で制作されることが多い）が祀っているのが特徴の一つである。

### 付法の八祖
真言宗の法流の正系を示している。教主大日如来の説法を金剛薩埵が聞いて教法が起こり、真言宗の教えが伝わった系譜である。
1. 大日如来（だいにちにょらい）
2. 金剛薩埵（こんごうさった）
3. 龍猛菩薩（りゅうみょうぼさつ）
4. 龍智菩薩（りゅうちぼさつ）
5. 金剛智三蔵（こんごうちさんぞう）
6. 不空三蔵（ふくうさんぞう）
7. 恵果阿闍梨（けいかあじゃり）
8. 弘法大師

### 伝持の八祖
真言宗の教えが日本に伝わるまでの歴史に関わった8人の祖師。付法の八祖のうち、仏尊である大日如来、金剛薩埵を除き、2人の祖師を加えた。八祖大師（はっそだいし）とも称される。
手に印を結んだり仏具などを持っているが、これは悟りの本質をあらわしている。
1. 龍猛菩薩 ： 大日如来の直弟子金剛薩埵から密教経典を授かって、世に伝えたといわれている（三鈷杵（さんこしょ）を右手に持っている）。
2. 龍智菩薩 ： 龍猛から密教を授かった（経文を右手に持っている）。
3. 金剛智三蔵 ： インドで龍智から密教を学んだのち唐へ渡り、『金剛頂経』を伝える（数珠を右手に持っている）。
4. 不空三蔵 ： 西域生まれ。貿易商の叔父に連れられて唐へ行き、長安で金剛智に入門。『金剛頂経』を漢語に翻訳し、灌頂道場を開いた（外縛印（げばくいん）を結んでいる）。
5. 善無畏三蔵（ぜんむいさんぞう ： インド生まれ。大乗仏教を学び、さらに密教を受け継ぐ。80歳になって唐に渡り『大日経』を伝える（右手の人さし指を立てている） 。
6. 一行禅師（いちぎょうぜんじ）： 中国生まれ。禅宗や天台教学、天文学、数学を学ぶ。長安で善無畏に入門し、善無畏の口述をもとに『大日経疏（だいにちきょうしょ）』を完成させた（法衣のなかで印を結んでいる）。
7. 恵果阿闍梨 ： 中国生まれ。金剛界・胎蔵界両部の密教を受け継いだ（椅子に座り、横に童子を待らせている）。
8. 弘法大師 ： 恵果阿闍梨から金剛・胎蔵界両部を授けられ、日本に伝えて真言密教を開いた。空海（五鈷杵（ごこしょ）を右手に持ち、左手には念珠を持っている）。

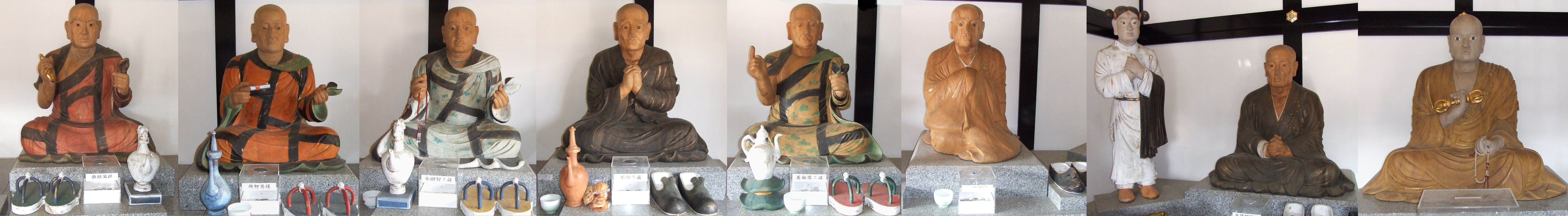
八祖大師（光林寺）

## 教義
真言宗は即身成仏と密厳国土をその教義とする。
中心とする本尊は、宇宙の本体であり絶対の真理である大日如来。
教理として、4つ。六大（六大縁起）の教え、曼荼羅の教え、三密修行と、上記の即身成仏が有る。
教学として、大日経の教学と、金剛頂経の教学、2つの お経で説かれる教えが、根本所依とされる。
- 所依の経典（基本の重要経典）
  - 『大日経』（正式には『大毘盧遮那成仏神変加持経』／だいびるしゃなじょうぶつじんぺんかじきょう）
  - 『金剛頂経』（正式には『金剛頂一切如来真実摂大乗現証大教王経』、または『金剛頂瑜伽真実大教王経』）
  - 『蘇悉地経』（そじつぢきょう）
  - 『瑜祗経』（ゆぎきょう）
  - 『要略念誦経』（ようりゃくねんじゅきょう）
  - 『理趣経』（りしゅきょう）など。
- 論疏（論文の類）
  - 『菩提心論』（ぼだいしんろん）
  - 『釈摩訶衍論』（しゃくまかえんろん）
  - 『大日経疏』（だいにちきょうしょ）など。
- 空海の著作
  - 『秘密曼荼羅十住心論』（ひみつまんだらじゅうじゅうしんろん）（「十住心論」）
  - 『秘蔵宝鑰』（ひぞうほうやく）
  - 『弁顕密二教論』（べんけんみつにきょうろん）
  - 『即身成仏義』（そくしんじょうぶつぎ）
  - 『声字実相義』（しょうじじっそうぎ）
  - 『吽字義』（うんじぎ）などの論疏。
- 三密（「身密・手に諸尊の印契（印相）を結ぶ」、「口密（語密）・口に真言を読誦する」、「心密・心に曼荼羅の諸尊を観想する」）の修行により、本尊と一体となり、即身成仏が実現するとしている。

## 事相と教相
真言密教を学んでいくうえで、事相（じそう）と教相（きょうそう）が重要視される。
事相とは、真言密教を実践する方法、すなわち修法の作法（灌頂・護摩・観法・印契・真言などの行法）を指す。これに対し、教相とは、真言密教の理論である。
教相を学んでいくことで、真言密教の理論を理解し、理論を実践する方法を行うために事相を学ぶ。教相の裏付けのない、事相は無意味な動作になってしまうという。
事相・教相の両方を学ばなければ、真言密教が理想とする境地への到達は出来ないとされている。事相・教相の両方を習得する重要性を説くたとえとして、事相・教相を車の両輪に置き換えて説く場合がある。また、慈雲は「事相を離れて教相なく、教相を離れて事相なし、事教一致して、密義をつくすべき」と述べた。
9世紀半ば（平安時代前期、律令制度から王朝国家に至る転換期）から、事相の研究が盛んとなった。益信に始まる広沢流（ひろさわりゅう）、聖宝を祖とする小野流（おのりゅう）が起こった。両派は、それぞれ六流に分かれて、野沢十二流（根本十二流）になり、やがて三十六流になった。その後、法流は、あわせて100余りを数えた。真言密教の事相の流派は、すべて、広沢流・小野流の二流から分かれた。

### 広沢流・小野流（野沢十二流）
平安中期に益信に始まる広沢流、聖宝を始祖とする小野流が起こった。両派は、それぞれ六流に分かれて、野沢十二流（やたくじゅうにりゅう）、または、根本十二流と称される。
野沢十二流の定義では、持明院流を広沢流に入れない。また、中院流を小野流に入れない。いずれの法流も、高野山に移ったためである。これは、御七日御修法など公請の修法に関与しないために区別されただけで、野沢十二流は、東密事相の法流をすべてを示したものではない。

#### 広沢流
特徴は、儀軌を重んじる。寛朝が建立した京都市右京区嵯峨広沢にある広沢池の南にある遍照寺の所在地名が語源となっている。
広義では、東密事相を2分した場合、小野流の対をなす法流。狭義では、広沢流内の法流、仁和三流、広沢三流をあわせて広沢六流と称する。しかし、六流に属する法流は一定しておらず、観音院流・仁和御流系の北院流・慈尊院流などを入れる説もある。保寿院流・仁和御流・西院流（にしのいんりゅう）を仁和三流と称し、華蔵院流・忍辱山流（にんにくせんりゅう）・伝法院流を広沢三流と称する。
- 広沢流系流派略系譜
  - 仁和御流略系譜（派祖・覚法） 空海-真雅-源仁-益信-寛平法皇（宇多天皇）-寛朝-済信-性信-寛助-覚法
  - 西院流略系譜（派祖・信証） 空海-真雅-源仁-益信-寛平法皇（宇多天皇）-寛朝-済信-性信-寛助-信証
  - 保寿院流略系譜（派祖・永厳） 空海-真雅-源仁-益信-寛平法皇（宇多天皇）-寛朝-済信-性信-寛助-永厳
  - 華蔵院流略系譜（派祖・聖恵） 空海-真雅-源仁-益信-寛平法皇（宇多天皇）-寛朝-済信-性信-寛助-聖恵
  - 忍辱山流略系譜（派祖・寛遍） 空海-真雅-源仁-益信-寛平法皇（宇多天皇）-寛朝-済信-性信-寛助-寛遍
  - 伝法院流略系譜（派祖・覚鑁） 空海-真雅-源仁-益信-寛平法皇（宇多天皇）-寛朝-済信-性信-寛助-覚鑁

#### 小野流
小野流は、真言宗善通寺派大本山随心院（旧称・曼荼羅寺）がある京都市山科区小野が語源となっている。聖宝を小野流元祖、随心院を開創した仁海を小野流流祖とする場合もある。口伝口訣を重じるのが特徴である。
広義では、東密事相を2分した場合、広沢流の対をなす法流。狭義では、小野流内の流派、醍醐三流（理性院流・三宝院流・金剛王院流）と勧修寺三流（随心院流・安祥寺流・勧修寺流）を指す。単に随心院流のみを指す場合もある。
- 小野流系流派略系譜
  - 安祥寺流略系譜（派祖・宗意） 空海-真雅-源仁-聖宝-観賢-仁海-成尊-範俊-厳覚-宗意
  - 勧修寺流略系譜（派祖・寛信） 空海-真雅-源仁-聖宝-観賢-仁海-成尊-範俊-厳覚-寛信
  - 随心院流略系譜（派祖・増俊） 空海-真雅-源仁-聖宝-観賢-仁海-成尊-範俊-厳覚-増俊
  - 三宝院流略系譜（派祖・定海） 空海-真雅-源仁-聖宝-観賢-仁海-成尊-義範-勝覚-定海
  - 理性院流略系譜（派祖・賢覚） 空海-真雅-源仁-聖宝-観賢-仁海-成尊-義範-勝覚-賢覚
  - 金剛王院流略系譜（派祖・聖賢） 空海-真雅-源仁-聖宝-観賢-仁海-成尊-義範-勝覚-聖賢

## 古義派・新義派
真言宗は日本の仏教宗派の中では分派の多いものの1つである。13世紀末に古義真言宗と新義真言宗に別れ、さらにそこから多種多様な教義が展開して現在に至っているのが特徴である。

### 古義派
大日如来の本地法身説の教学（古義）による。現実世界の一事一物が法身（真理そのものを仏の身体とみなす）の大日如来の説法であると説いている。

### 新義派
覚鑁（興教大師）を派祖とし、大日如来の加持身説の教学（新義）による。現実世界の一事一物は、加持身の大日如来の説法であると説いている。

## 真言宗各派総大本山会（各山会）
昭和14年（1939年）の宗教団体法成立により、真言律宗以外の宗派は真言宗として統合された。しかし、戦後は分派独立が相継ぎ、現在は約50の宗派がある。そのうち主要な16派の18の総大本山が、昭和33年（1958年）6月15日に、真言宗各派総大本山会（各山会）を各山の連絡親睦・共通事業の主宰を目的に結成された。これらの寺院を真言宗十八本山という。
- 真言宗各派総大本山会事務局 - 総本山智積院内（事務局長・主事・書記を置く）
  - 代表総務
  - 常任委員会（議長を置く。また、常任委員については代理出席が許されている）
  - 事務局長 各山会が事務局を置いている智山派から選出するのが慣例となっている。

### 真言宗長者
- 真言宗内最高の名誉職。真言宗を代表して、真言宗内外の重要な法会、諸行事に参列する。
- 任期は1年間。その年の後七日御修法（御修法）の大阿闍梨が真言宗長者となる。
- 毎年、各山会に属する真言宗十八本山の管長・山主の中から推戴で、毎年、御修法（後七日御修法）の大阿闍梨を選出する。
- 御修法が成満した後、各山会から長者杖が贈られる。

### 真言宗長者歴代
- 1968年 平野龍法（泉涌寺第150世長老）
- 1969年 那須政隆（智積院第60世化主）
- 1970年 木村澄覚（教王護国寺第254世長者）
- 1971年 堀田真快（金剛峯寺第403世座主）
- 1972年 平林宥高（長谷寺第74世化主）
- 1973年 森諦圓（仁和寺第41世門跡）
- 1974年 松本實道（宝山寺第18世貫主）
- 1975年 石堂恵俊（中山寺長老）
- 1976年 関尚道（根来寺第38世座主）
- 1977年 蓮生善隆（善通寺第55世法主）
- 1978年 川田聖見（長谷寺第76世化主）
- 1979年 芙蓉良順（智積院第62世化主）
- 1980年 田中真弘（朝護孫子寺第131世法主）
- 1981年 小松道圓（泉涌寺第151世長老）
- 1982年 立部瑞祐（仁和寺第43世門跡）
- 1983年 上野頼栄（智積院第63世化主）
- 1984年 松本實道（西大寺第69世長老）
- 1985年 小峰順誉（智積院第64世化主）
- 1986年 小林隆仁（仁和寺第44世門跡）
- 1987年 村主恵快（中山寺長老）
- 1988年 勝又俊教（長谷寺第79世化主）
- 1989年 藤井龍心（智積院第65世化主）
- 1990年 鈴木凰永（朝護孫子寺第132世法主）
- 1991年 池田瑩輝（中山寺長老）
- 1992年 廣澤純孝（根来寺第39世座主）
- 1993年 竹内崇峯（金剛峯寺第408世座主）
- 1994年 小林海暢（泉涌寺第152世長老）
- 1995年 吉田俊誉（長谷寺第81世化主）
- 1996年 吉田裕信（仁和寺第47世門跡）
- 1997年 野澤密厳（朝護孫子寺第133世法主）
- 1998年 麻生文雄（醍醐寺第102世座主）
- 1999年 稲葉信隆（根来寺第41世座主）
- 2000年 和田有玄（金剛峯寺第410世座主）
- 2001年 高吉清順（善通寺第56世法主）
- 2002年 堀智範（仁和寺第47世門跡）
- 2003年 川田聖定（長谷寺第83世化主）
- 2004年 片山宥雄（大覚寺第60世門跡）
- 2005年 宮坂宥勝（智積院第68世化主）
- 2006年 佐藤令宜（仁和寺第48世門跡）
- 2007年 大矢實圓（宝山寺第19世貫主）
- 2008年 上村貞郎（泉涌寺第154世長老）
- 2009年 阿部龍文（智積院第69世化主）
- 2010年 松長有慶（金剛峯寺第412世座主）
- 2011年 南揚道（仁和寺第49世門跡）
- 2012年 樫原禅澄（善通寺第57世法主）
- 2013年 亀谷暁英（隨心院第43世門跡）
- 2014年 加藤精一（長谷寺第86世化主）
- 2015年 立部祐道（仁和寺第50世門跡）
- 2016年 仲田順和（醍醐寺第103世座主）
- 2017年 小峰一允（智積院第71世化主）
- 2018年 黒沢全紹（大覚寺第63世門跡）
- 2019年 田代弘興（長谷寺第87世化主）
- 2020年 瀬川大秀（仁和寺第51世門跡）
- 2021年 布施浄慧（智積院第72世化主）
- 2022年 尾池泰道（大覚寺第64世門跡）
- 2023年 飛鷹全隆（教王護国寺第257世長者）
- 2024年 菅智潤（善通寺第58世法主）退任
- 2024年 瀬川大秀（仁和寺第51世門跡）再任
- 2025年 長谷部真道（金剛峯寺第415世座主）

### 各山会に参画する真言宗十八本山（順不同）
古義真言宗系
- 教王護国寺 - 東寺真言宗総本山
- 金剛峯寺 - 高野山真言宗総本山
- 善通寺 - 真言宗善通寺派総本山
- 随心院 - 真言宗善通寺派大本山
- 醍醐寺 - 真言宗醍醐派総本山
- 仁和寺 - 真言宗御室派総本山
- 大覚寺 - 真言宗大覚寺派大本山
- 泉涌寺 - 真言宗泉涌寺派総本山
- 勧修寺 - 真言宗山階派大本山
- 朝護孫子寺 - 信貴山真言宗総本山
- 中山寺 - 真言宗中山寺派大本山
- 清澄寺 - 真言三宝宗大本山
- 須磨寺 - 真言宗須磨寺派大本山

新義真言宗系
- 智積院 - 真言宗智山派総本山
- 長谷寺 - 真言宗豊山派総本山
- 根来寺 - 新義真言宗総本山

真言律宗
- 西大寺 - 真言律宗総本山
- 宝山寺 - 真言律宗大本山

### 密教学芸賞・密教教化賞
各山会の事業として、後七日御修法のほかに密教学芸賞及び密教教化賞の授与がある。受賞者は以下の通りである。

#### 密教学芸賞
1. 1961年、長谷宝秀・栂尾祥雲・小野立妙・安間立雄・神林隆浄
2. 1962年、鈴木智辨・那須政隆（大正大学学長）・堂本印象
3. 1963年、大山公淳・勝又俊教・伊藤久
4. 1964年、岩原諦信・渡辺照宏（東洋大学教授）・辻井弘洲
5. 1965年、田中海応・干潟龍祥・文化財保護委員会古文書調査特別調査班
6. 1966年、守山聖真
7. 1967年、佐和隆研（京都市立芸術大学教授）
8. 1968年、小田慈舟（高野山大学教授）
9. 1969年、青木融光（円通寺住職）・服部如実（種智院大学教授）・芙蓉良順（大正大学学長）
10. 1970年、櫛田良洪（大正大学学長）
11. 1972年、梶芳光雲（大正大学教授）・中川善教（高野山大学教授）
12. 1973年、田久保周誉（福性寺住職）・山本智教（高野山大学教授）
13. 1974年、酒井真典（高野山大学教授）
14. 1975年、高橋宥順（観智院住職）
15. 1976年、堀内寛仁（高野山大学教授）・宮坂宥勝（名古屋大学教授）
16. 1977年、加藤章一（大正大学教授）・大森健二（（財）建築研究協会）
17. 1978年、金岡秀友（東洋大学教授）・ 松長有慶（高野山大学教授）
18. 1980年、高田仁覚（高野山大学教授）・高木紳元（高野山大学教授）
19. 1981年、伊原照蓮（九州大学教授）・羽毛田義人（コロンビア大学教授）
20. 1982年、松尾義海（京都大学名誉教授）・吉原榮覚（神戸商船大学教授）
21. 1983年、和多秀乗（高野山大学教授）
22. 1984年、高井隆秀（種智院大学教授）・田村隆照（京都市立芸術大学教授）
23. 1985年、藤井龍心（種智院大学教授）
24. 1986年、永井義憲（大妻女子大学教授）
25. 1987年、（財）美術院国宝修理所
26. 1988年、吉井芳純（清水寺住職）・手嶋千俊（御室流華務長 （財）京都市芸術協会）
27. 1989年、高見寛恭（萬福寺住職）
28. 1990年、加藤宥雄（種智院大学教授）・山崎泰廣（種智院大学教授）
29. 1991年、周藤真雄（林昌寺住職）・三神榮昇（智山講傳所）
30. 1992年、壁瀬灌雄（種智院大学助教授）・日野西眞定（高野山大学教授）・上田霊城（延命寺住職）
31. 1993年、川原榮峰（早稲田大学教授）
32. 1994年、牧尾良海（大正大学学長）・村主恵快（追手門学院大学教授）・蜜波羅鳳洲（高野山大学教授）・東智學（高野山大学教授）
33. 1995年、佐藤良盛（智山講伝所、山形・地蔵寺住職）・加藤精一（大正大学教授）・頼富本宏（種智院大学教授）
34. 1996年、和田仁雅（龍華寺住職）・佐藤隆賢（大正大学学長）・柏本弘雄（松阪女子短期大学教授）・川崎信定（筑波大学教授）
35. 1997年、鳥越正道（神泉院住職、種智院大学教授）・吉田宏晢（大正大学教授）・加藤純章（名古屋大学教授）
36. 1998年、上山春平（京都大学教授）・齋藤昭俊（大正大学教授）・橋本初子（大谷大学教授）・津田真阿（国際仏教学大学院大学教授）
37. 1999年、上島有（花園大学教授）・小野塚幾澄（大正大学教授）・岡村圭真（高知大学教授）・静慈圓（高野山大学教授）
38. 2000年、金田一春彦（玉川大学客員教授）・北条賢三（大正大学教授）・浜田泰介（日本画家）・村上保壽（山口大学教授）
39. 2001年、松崎恵水（大正大学教授）・村岡空（光明寺名誉住職）・福田亮成（大正大学教授）・北村太道（種智院大学教授）・真鍋俊照（宝仙短期大学学長）
40. 2002年、辻井弘（旧嵯峨御所華道総司所副総裁）・池口恵観（最福寺法主）
41. 2003年、稲葉義猛（高野山本覚院住職）
42. 2004年、吉田寛如（正興寺住職）
43. 2005年、該当なし
44. 2006年、該当なし
45. 2007年、越智淳仁（高野山大学教授）・小峰彌彦（大正大学学長）
46. 2008年、児玉義隆（種智院大学教授）
47. 2009年、梅原猛（京都市立芸術大学名誉教授）
48. 2010年、該当なし
49. 2011年、目黒宗光（萬善寺住職）、布施浄慧（智山講伝所）、中村幸真（種智院大学教授）、長谷法寿（賢劫造佛所所主）
50. 2012年、岡田脩克（嵯峨御流華道総司所華務長）、廣澤隆之（大正大学教授、智山伝法院長）
51. 2013年、松本照敬（大東文化大学名誉教授）、星野英紀（大正大学学長）
52. 2014年、真保龍敞（善養寺住職）、大澤聖寬（豊山派総合研究院教授）、生井智紹（高野山大学名誉教授）
53. 2015年、松本俊彰（三重・真福寺住職）、高橋尚夫（大正大学名誉教授、豊山派総合研究院宗学研究所所長）、苫米地誠一（大正大学教授）
54. 2016年、木南卓一（帝塚山大学名誉教授、平井宥慶（大正大学名誉教授）、小山典勇（大正大学名誉教授）、潮弘憲（種智院大学特任教授）、中川委紀子（新義真言宗総本山根来寺文化研究所所長）
55. 2017年、永村眞（日本女子大名誉教授）、藤田光寛（高野山大名誉教授）、本多隆仁（大正大学元教授）、大塚慈伸（大正大学長）
56. 2018年、宮坂宥洪（智山伝法院院長）、木村秀明（大正大学名誉教授）
57. 2019年、榊義孝（大正大学元副学長）、山陰加春夫（高野山大学名誉教授）

## 後七日御修法
真言宗各派総大本山会所属の各宗派管長・山主と真言宗各派総大本山会所属の各宗派から選んだ定額僧により、毎年1月8日から1月14日までの一週間（21座）にわたって、東寺・灌頂院にて後七日御修法（ごしちにちみしほ）を行っている。真言宗最高の秘儀とされている。

### 沿革
後七日御修法は真言院御修法（しんごんいんみしほ）などと呼ばれ、通称は御修法（みしほ・みしゅほう）と呼ばれている。真言宗最高の秘儀・厳儀とされる。
正月1日から7日まで宮中で行われている、神事である宮中前七日節会に対する行事。834年（承和元年）に、仁明天皇の勅を奉じて、空海（弘法大師）が宮中真言院にて、国家安泰・玉体安穏（ぎょくたいあんのん）・五穀豊穣・万民豊楽（ばんみんぶらく）を祈って行われてから、毎年、宮中の恒例行事として正月に行われていた。
南北朝時代の戦乱期や地震などを含めて、数度、中断する時期があったが、後水尾天皇と醍醐寺座主義演の尽力により、1623年（元和9年）に170年ぶりに復活された。1871年（明治4年）に廃仏棄釈の影響により廃止されるまで行われていた。
釈雲照らの嘆願により、1883年（明治16年）1月8日に復活した。そのときから、修法を行う場所を宮中から東寺・灌頂院に移した。
1920年（大正9年）以降は、古義真言宗と新義真言宗の各本山が協同して修法を行うようになった。
1968年より、各山会の事業となった。

### 次第
修法は、合計21ヶ座行われる。勧修寺流（金剛界法）と西院流（胎蔵界法）の両界を1年置きに交互に修し、息災・増益の護摩と五大明王、十二天、聖天法などを併せて修する。
前日の7日、修法に出仕する供僧が、東寺の集会所で習礼を行う。
初日（開白）の1月8日には、宮内庁より、天皇の御衣を納めた唐櫃を捧持した勅使を東寺・灌頂院に遣わして、御衣を東寺灌頂院道場の内堂の瑜伽壇上に安置する。
11日（中日）・14日（結願）は勅使が、東寺・灌頂院の道場において焼香し、参拝をされる。同日14日、勅使に御衣奉還の儀式を東寺灌頂院の前堂にて行い、後七日御修法は成満する。
修法で使用する念珠・五鈷杵・袈裟などは、空海（弘法大師）が唐（中国）より持ち帰った法具である。以前は、東寺長者が大阿闍梨を務めていた。
結願後に限り、東寺灌頂院道場への一般参拝が許されている。
- 構成（真言宗各派総大本山会所属の各宗派より選出された者）
  - 法務法印大阿闍梨（1名）
  - 御手替（1名）
  - 息災護摩供（1名）
  - 増益護摩供（1名）
  - 五大尊供（1名）
  - 十二天供（1名）
  - 聖天供（1名）
  - 神供（1名）
  - 二間観音供（1名）
  - 舎利守（1名）
  - 咒頭（1名）
  - 伴僧（4名）
- 事務局
  - 別当（1名）
  - 大行事（1名）
  - 小行事（1名）
  - 局長（1名）
  - 総務（1名）
  - 用度（1名）
  - 承仕（16名）
  - 随行（17名）
  - 従弟子（2名）
  - 定額僧
  - 御修法事務局員

## 真言宗系大学
- 種智院大学（古義真言宗・新義真言宗・真言律宗22本山、新義真言宗、真言宗智山派、真言宗豊山派）
- 高野山大学（高野山真言宗）
- 大正大学（真言宗豊山派、真言宗智山派）
- 嵯峨美術大学（真言宗大覚寺派）
- こども教育宝仙大学
- 大阪千代田短期大学

## 真言宗系高等学校
- 洛南高等学校（古義真言宗14本山、新義3派）（京都市南区）
- 高野山高等学校（高野山真言宗）（和歌山県高野町）
- 成田高等学校（真言宗智山派大本山成田山新勝寺）（千葉県成田市）
- 清風高等学校（大阪市天王寺区）
- 清風南海高等学校（大阪府高石市）
- 横浜清風高等学校（横浜市保土ケ谷区）
- 宣真高等学校（大阪府池田市）
- 大阪暁光高等学校（大阪府河内長野市）
- 叡明高等学校、浦和麗明高等学校（埼玉県越谷市、さいたま市浦和区）
- 宝仙学園高等学校（東京都中野区）
- 日本大学豊山高等学校（東京都文京区）
- 智辯学園高等学校（奈良県五條市）、智辯学園和歌山高等学校（和歌山県和歌山市）

### 真言宗系中等学校ほかの由緒地
- 京都市立紫野高等学校（大徳寺内にあった高野山真言宗系京都淑徳女学園の敷地に設置）
- 日本大学豊山中学校（前身は旧制豊山中学校）
- 早稲田大学高等学院・中学部（旧制智山専門学校、智山中学校、新制智山高等学校の敷地に設置）

## 真言宗系諸派 総本山・大本山（各山会所属宗派以外）
これらの宗派はほとんどが戦後の分離独立であるが、寺院そのものは古くからあったものや新設されたものなど、さまざまである。
古義真言宗系
- 霊雲寺 - 東京都文京区。真言宗霊雲寺派総本山
- 七宝瀧寺 -（大阪府泉佐野市） 真言宗犬鳴派大本山
- 弘法寺 真言宗金剛院派大本山
- 長柄国分寺 - 真言宗国分寺派大本山
- 鳳閣寺 - 真言宗鳳閣寺派大本山
- 極楽寺（西条市／石鎚山峰下） - 石鎚山真言宗総本山
- 前神寺 - 真言宗石鉄派総本山
- 菩提寺 - 真言宗花山院派大本山
- 鳳来寺 - 真言宗五智教団大本山
- 東長寺 - 真言宗九州教団本山
- 霊山寺 - 霊山寺真言宗大本山
- 光明宝院 - 光明真言宗大本山
- 圓蔵院 - 明算真言宗大本山
- 日石寺 - 真言密宗大本山
- 福田寺 - 真言聖天宗大本山
- 千手寺 - 真言毘盧舎那宗大本山
- 長栄寺 - 新真言宗総本山
- 大聖観音寺 - 観音宗総本山
- 護国院（紀三井寺） - 救世観音宗総本山
- 正暦寺 - 菩提山真言宗大本山
- 金剛寺 -（福岡県福津市）修験真言宗大本山

新義真言宗系
- 室生寺 - 真言宗室生寺派大本山
- 鑁阿寺 - 真言宗大日派根本道場

その他・真言宗系新宗教教団
- 大王寺 - 一切宗大本山
- 解脱会 -（真言宗醍醐派から分離独立、宗教法人としての届けは「諸教」としてなされている）
- 真澄寺 - 真如苑総本部（真言宗醍醐派から分離独立）
- 如意寺 - 辯天宗総本山（高野山真言宗から分離独立）
- 瀧光徳寺 - 中山身語正宗大本山（高野山真言宗から分離独立）
- 台覚寺 - 身言正宗総本山（中山身語正宗から分派独立）
- 本福寺 - 光明念佛身語聖宗総本山（中山身語正宗と創設者同一・真言宗泉涌寺派から分離独立）
- 金毘羅院 - 真言宗金毘羅尊流総本山
- 卍教団（真言宗諸派連合）系
  - 龍造寺 - 大本山（旭川市）
  - 高野山八葉閣 - 総本山（久留米市）

### 真言宗十八本山リンク
- 東寺真言宗 総本山教王護国寺（東寺）
- 高野山真言宗 総本山金剛峯寺
- 真言宗御室派 総本山仁和寺
- 真言宗大覚寺派 旧嵯峨御所 大覚寺
- 真言宗醍醐派 総本山醍醐寺
- 真言宗泉涌寺派 総本山泉涌寺
- 真言宗善通寺派 総本山善通寺
- 真言宗善通寺派 大本山随心院
- 真言宗中山寺派 大本山中山寺
- 真言三宝宗 大本山清荒神清澄寺
- 真言宗須磨寺派 大本山須磨寺
- 真言律宗 総本山西大寺
- 真言律宗 大本山宝山寺
- 信貴山真言宗 総本山朝護孫子寺
- 新義真言宗 総本山根来寺
- 真言宗豊山派 総本山長谷寺
- 真言宗智山派 総本山智積院

### 真言宗系諸派・本山リンク
- 真言宗国分寺派大本山 国分寺
- 真言宗霊雲寺派 総本山霊雲寺
- 真言宗犬鳴派 大本山七宝瀧寺
- 霊山寺真言宗 大本山霊山寺
- 救世観音宗 総本山護国院（紀三井寺）
- 菩提山真言宗 大本山正暦寺
- 中山身語正宗 瀧光徳寺

### 真言宗系大学
- 高野山大学
- 種智院大学
- 大正大学（天台宗・真言宗智山派・真言宗豊山派・浄土宗）